# São João de Patos
O São João de Patos é uma das maiores e mais conhecidas festas juninas do Brasil que ocorre anualmente em Patos, no estado da Paraíba, tendo como palco principal o "Terreiro do Forró", localizado no bairro da Brasília, além de outros eventos que fazem parte da programação oficial e que ocorrem em diferentes pontos da cidade. O festejo atrai milhares de visitantes de todo o país e também do exterior, sendo reconhecido por sua tradição e vasta programação que mistura shows de forró com diferentes gêneros musicais, variedade de comidas típicas, apresentações de quadrilhas juninas, concursos e outros eventos que transcorrem por toda a localidade.
Com o seu ponto máximo na noite de 24 de junho, a data é lembrada com um feriado municipal e tem suas origens nas tradições católicas que celebram o nascimento de São João Batista, um dos santos mais venerados do nordeste brasileiro, tendo sido realizada inicialmente no centro da cidade, mas que a popularização e o crescimento do evento o levaram a ganhar um espaço específico para a sua realização, ajudando a se transformar em um dos maiores festejos juninos do Brasil. O São João de Patos integra o Calendário Nacional de Festas, a Rota Turística dos Festejos Juninos Vale dos Sertões, bem como, faz parte do patrimônio cultural imaterial do estado da Paraíba, definido por lei estadual no ano de 2023.
A realização da aludida festa atualmente ocorre por meio de parceria público-privada envolvendo a Prefeitura de Patos e o grupo Coollabcreative, contando com apresentações em diversos polos e eventos, iniciando-se com o "Arrasta Drilha" no mês de maio, passando pelos concursos "São João no Meu Comércio" e "São João na Minha Rua", abertura do "Terreirinho do Forró" e o "Forró dos Namorados", no dia 12 de junho, e atingindo o auge na realização dos shows musicais do Terreiro do Forró, que desde 2004 passou a ser o palco principal da festa, em um evento que decorre ao longo de cinco dias, com outras celebrações culturais que vão até o mês de agosto.

## História

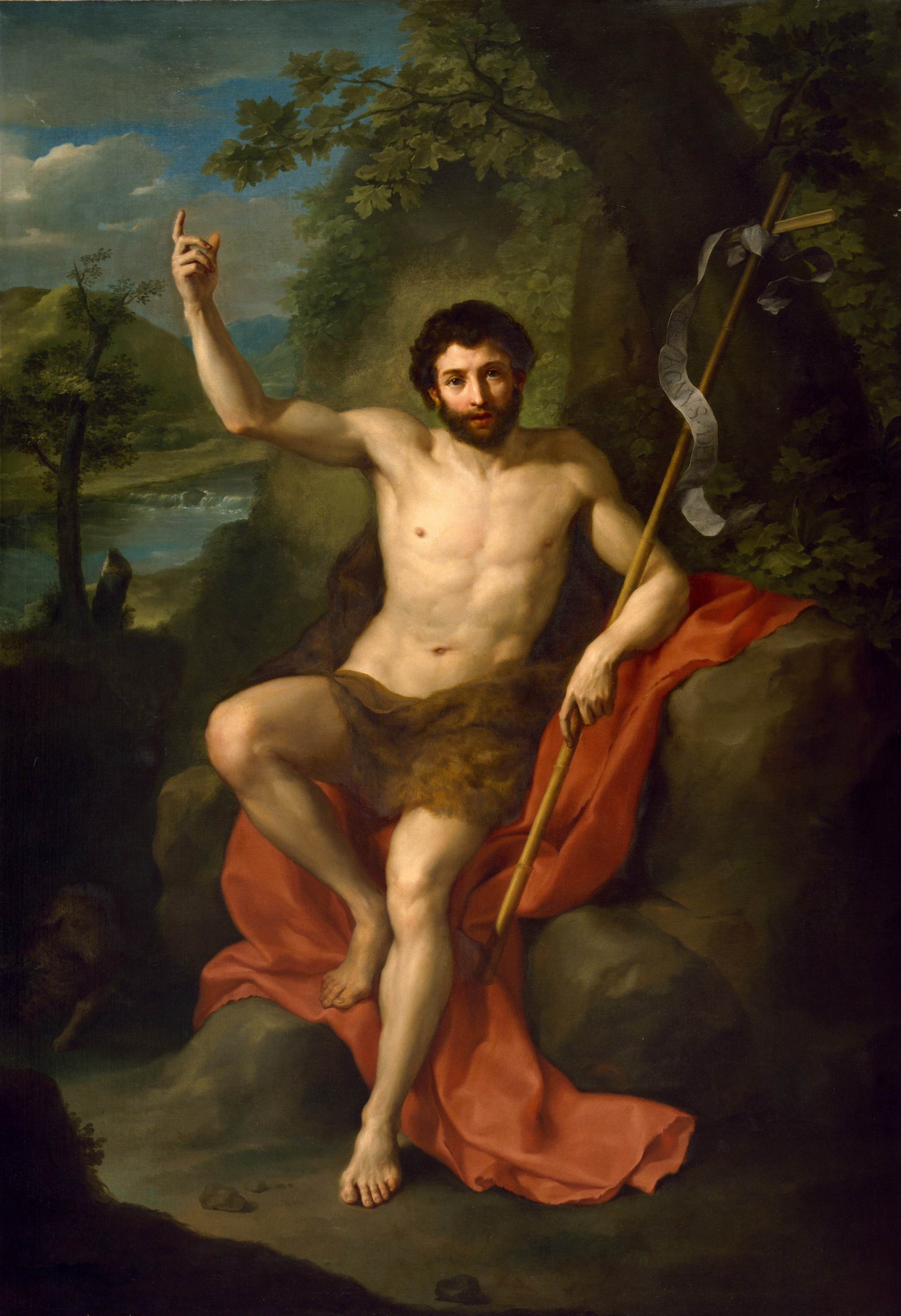
São João Batista

As celebrações em homenagem ao nascimento de São João Batista foram instituídas pela Igreja Cristã no século IV d.C., repleto de influências pagãs, ela ocorre no meio do verão europeu, seis meses antes da celebração do nascimento de Jesus, que para as Igrejas Cristãs Ocidentais é comemorado em 25 de dezembro. As festas de juninas no Brasil foram introduzidas pelos portugueses durante o período colonial, com o primeiro registro observado no final do século XVI, quando o jesuíta português Fernão Cardim, adiantou que o culto aos santos populares sofreria bastante influência indígena e africana, nas terras americanas colonizadas por Portugal, com sua celebração destacando-se principalmente no Nordeste brasileiro onde, até hoje, grandes festivais dedicados a esses santos populares são realizados, sobretudo São João.
Os registros das primeiras festividades juninas de Patos ocorrem na década de 1930 e envolviam danças folclóricas como reisado, bumba-meu-boi, caboclinhos, banda de pífanos e quadrilhas, levados ao som de fole de oito baixos, triângulo, zabumba e pandeiro, bem como pela sanfona, que foi introduzida um pouco mais tarde, tendo como palco o Grémio próximo à Igreja Matriz e ao Patos Clube, no antigo sobrado da Difusora de Sifrônio. Na década de 1940 a construção de uma quadra de cimento na Rua Dezoito do Forte serviu de base por vários anos para um evento junino popular, atraindo os primeiros visitantes de outras cidades, atraídos pela dança, queima de fogos (com ênfase na girândola) e os balões da Rua Peregrino Filho, nessa época, outras manifestações eram registradas na praça Getúlio Vargas e no pavimento superior da Prefeitura Municipal.

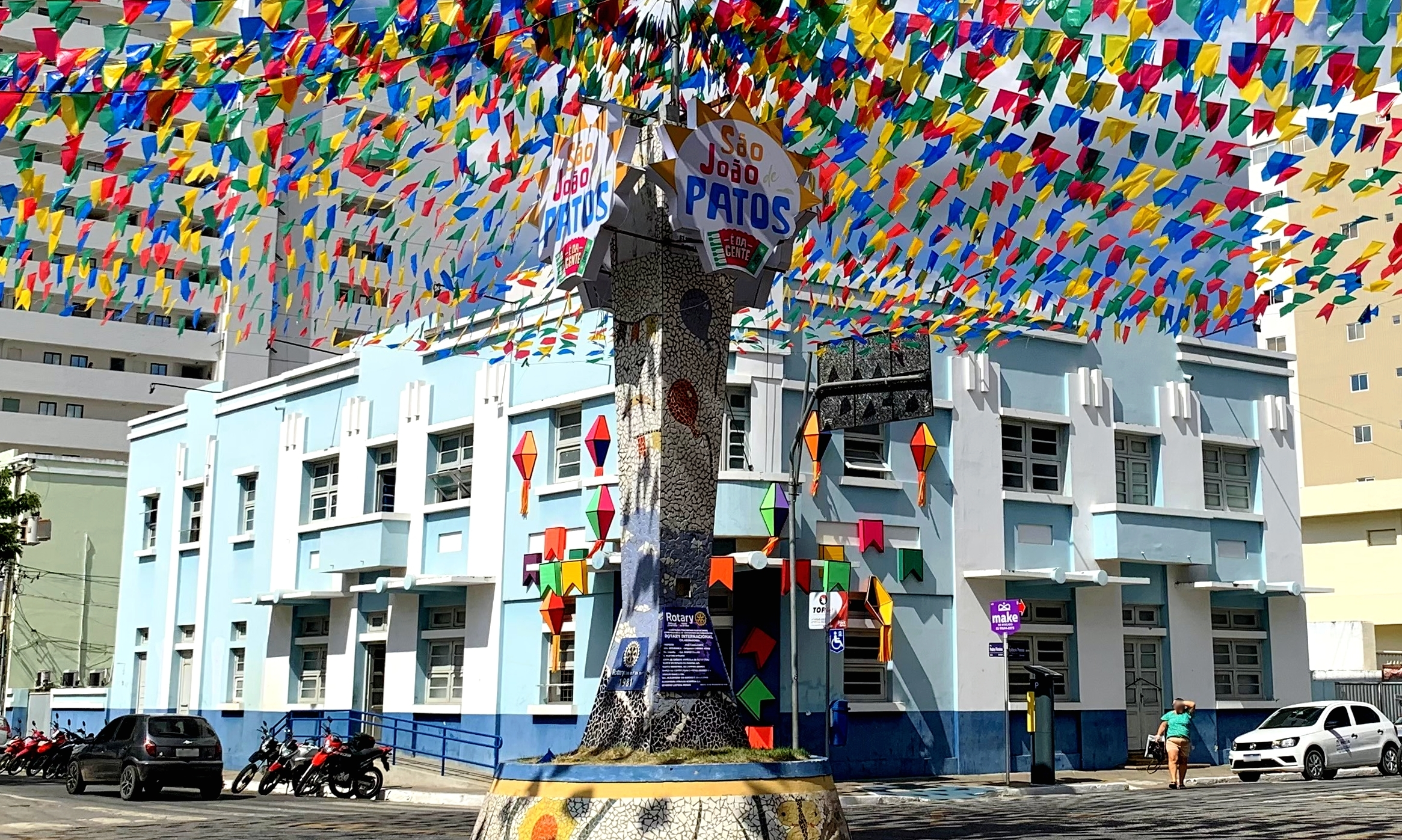
Prefeitura de Patos durante o São João

Em 1957, o São João de Patos foi realizado no Grupo Escolar Rio Branco, com animação de orquestra da cidade e apresentação do casamento matuto, com os personagens percorrendo as ruas centrais, conduzidos em carros de boi, contanto ainda com a tradicional quadrilha ao som da sanfona e marcada em francês. Concomitantemente à festa no interior da escola, as celebrações ganhavam as ruas, com barracas de comidas típicas, apresentação de reisado, desfile dos negros do rosário do Conga de Pombal e a banda de pífanos da cidade de Catingueira.
Com o passar dos anos foram surgindo os grandes grupos regionais e as festas referenciais, chegadas à cidade de Patos por meio de organizações culturais, uma delas formada no Colégio Comercial Roberto Simonsen que, a partir da década de 1970, instituiu no calendário anual de eventos a Festa do Milho e o Forró do Minhocão, tendo como palco o Campestre e o Tênis e entre as atrações os artistas como João Gonçalves, Pinto do Acordeon e Genival Lacerda. Ainda na década de 1970 a Prefeitura Municipal, transformou o evento junino em atração turística, enfeitando as ruas centrais da cidade, montando barracas e definindo apresentações folclóricas variadas, cabendo à Rede Municipal de Ensino a sua realização, já a partir de 1997, o São João de Patos começou a experimentar a parceria público-privada, dando maior dimensão às comemorações a partir da inserção de atrações nacionais, somada à diversificação de ritmos.
No início do século XXI, os espaços já não mais comportavam o grande público, dessa forma, desde 2004 o São João de Patos passou a ter como palco principal o Terreiro do Forró, um espaço com área inicial de 5 000 metros quadrados (m²), consolidando-o como o 4.º maior São João do mundo, onde, no final da década de 2000, uma estimativa econômica demonstrou que os investimentos na festa giravam em torno de R$ 1 500 000 (Reais), gerando dez vezes mais renda, através do aquecimento do comércio, da indústria e, principalmente, na área de prestação de serviços. A partir de 2013, os investimentos locais foram totalmente direcionados para a cultura, enquanto as atrações nacionais passaram a ser administradas e bancadas por empresas, com acompanhamento integral da Prefeitura.

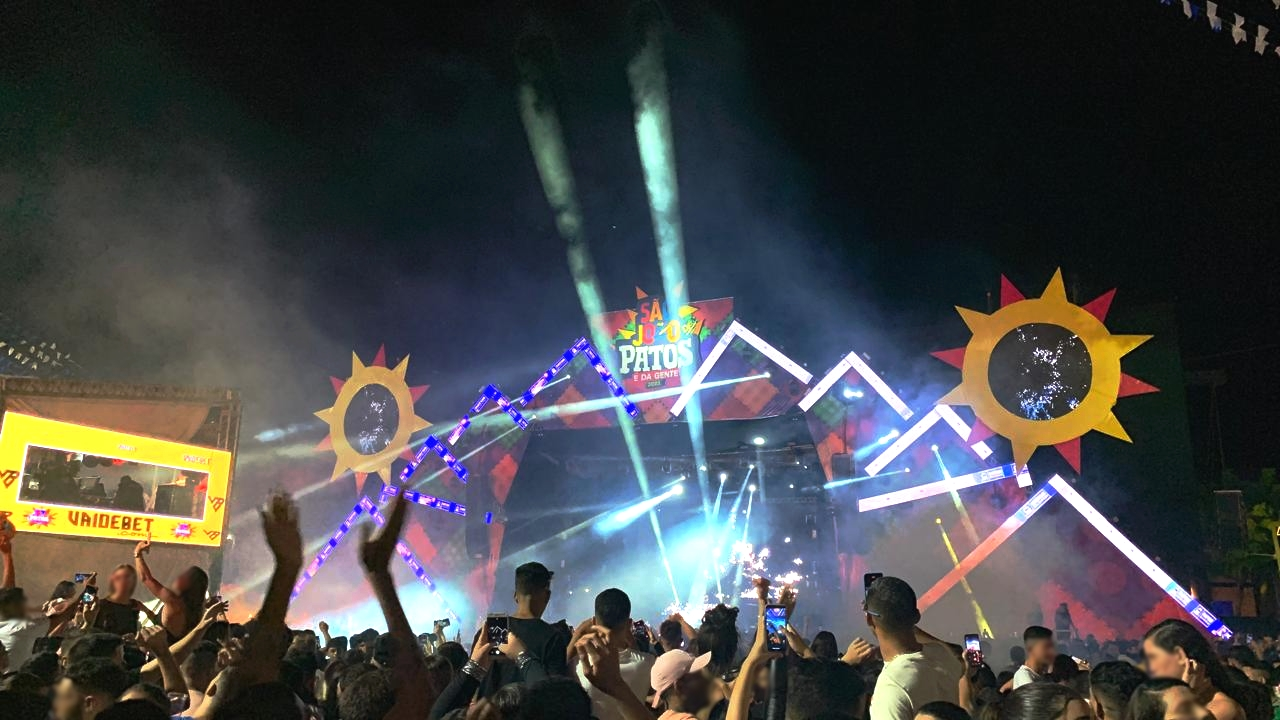
Edição de 2023

Em 2019 a Prefeitura de Patos cancelou a celebração no Terreiro do Forró alegando falta de recursos, já as edições dos dois anos que se seguiram foram suspensas devido à pandemia de COVID-19, foi nesse período que alguns hábitos precisaram ser modificados, sendo que algumas dessas mudanças permaneceram mesmo após o período mais agudo da pandemia. Duas práticas culturais foram alteradas em 2022, que foram o acendimento de fogueiras na noite de São João pela população, proibido nas zonas urbanas do município, juntamente com a utilização de fogos de artifício com estampido nos festejos juninos oficiais, proibição estendendida à toda população dois anos mais tarde.
O retorno da festa de rua na edição de 2022 mais uma vez contou com a parceria público-privada, onde a empresa Coollabcreative organizou as atrações do palco principal no Terreiro do Forró e a Prefeitura de Patos ficou a cargo da ornamentação e realização da cidade cenográfica e eventos relacionados, com um investimento total aproximadamente dez milhões de Reais, sendo dois milhões da prefeitura e oito da Coollabcreative. Coube a Cicinho Lima o compromisso de abrir os festejos a partir do ano de 2023, ocupando o lugar de seu pai, Pinto do Acordeon, que era patrimônio histórico cultural do município, e que por vários anos foi o primeiro a cantar na festa, dando início aos shows no Terreiro do Forró, que em 2024 movimentaram a quantia de R$ 80 000 000 na economia municipal, valor que alcançou R$ 100 000 000 em 2025.

## Estrutura

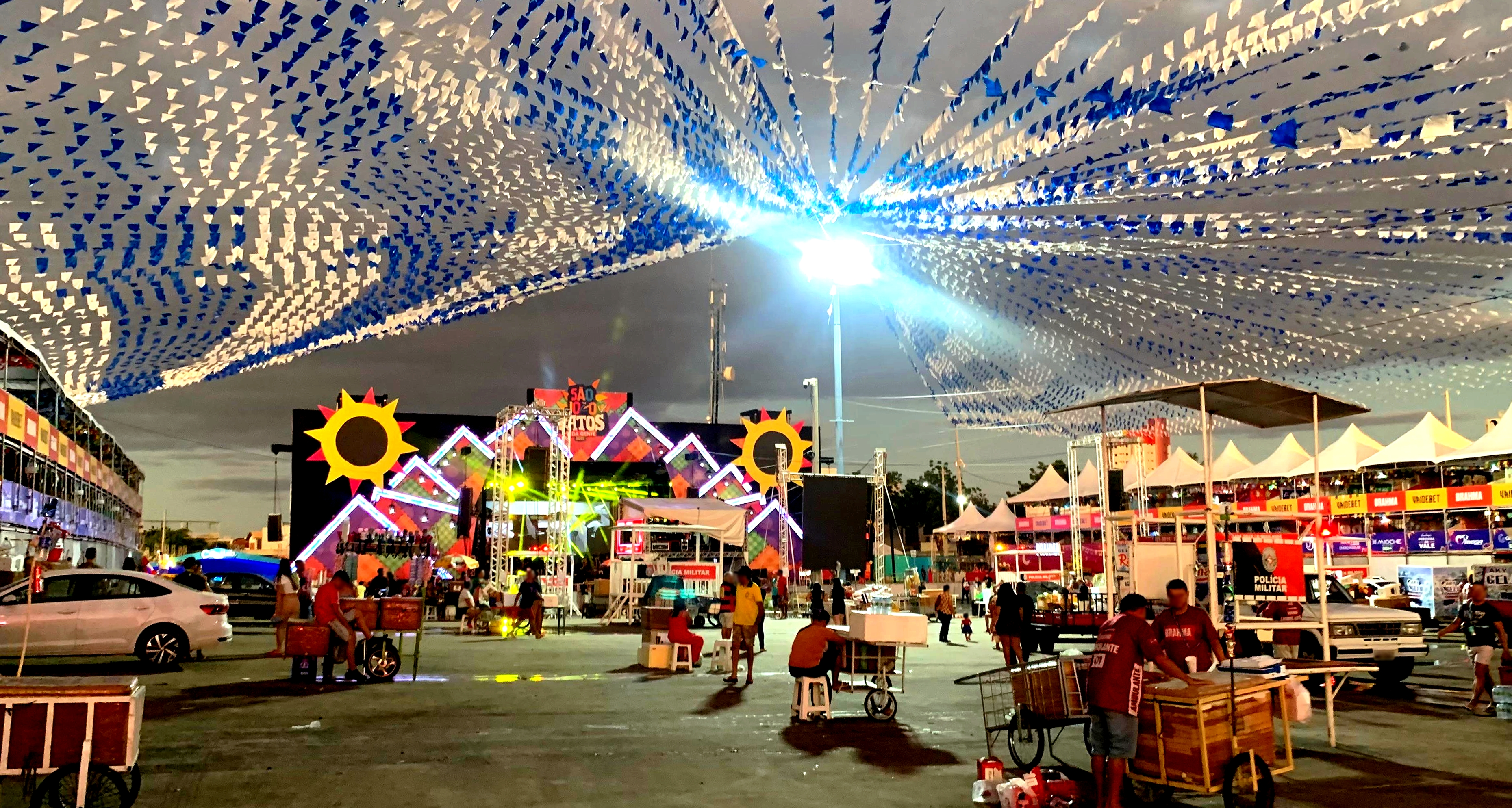
Preparativos para uma noite de festa

O Terreiro do Forró, pertencente à prefeitura de Patos, é o local principal do evento, possui uma área atual superior a 28 000 m², onde já chegou-se a registrar o público recorde de 100 mil pessoas em uma noite de festa, sendo que ao longo dos cinco dias do evento principal, quase meio milhão de pessoas passam pelo local, que tem sua entrada controlada na época junina, contando ainda com palco de 50 metros de comprimento por 22 de altura, 120 camarotes, front stage, stands, banheiros químicos, praça de alimentação, posto médico e roda-gigante cenográfica. Além de telões no palco principal e espalhados em pontos específicos da festa, um telão 360° localizado no centro do Terreiro do Forró transmite imagens da festa para todo o público, que no mesmo sítio, conta também com as chamadas "ilhas de forró", que são áreas dedicadas integralmente a tocar forró pé de serra.
Uma cidade cenográfica denominada "Vila São João" é levantada todo ano nas proximidades da Avenida Epitácio Pessoa, num local denominado "Terreirinho do Forró", centrada na  fogueira, possui também decorações com bandeirola, balões, um espaço para o desfile de quadrilhas, um polo gastronômico e um centro de informações turísticas. Ao lado da Vila São João costuma acontecer o "São João Alternativo", que ocorre paralelamente ao festejo principal, dando espaço a bandas e apresentações de grupos de reggae, rock, ou música eletrônica, já a "Tardezinha no Coreto", que é considerada patrimônio cultural imaterial da cidade de Patos, é realizada na Praça do Coreto ao lado do Terreiro do Forró e costuma receber um grande público todas as tardes de São João, em um evento anterior à festa principal.
| Horário | Evento               |
| ------- | -------------------- |
| 16h–20h | Tardezinha no Coreto |
| 17h–22h | Terreirinho do Forró |
| 20h–04h | Terreiro do Forró    |
| 22h–02h | São João Alternativo |

Os festejos juninos na cidade favorecem o fluxo de turistas para o município, nesse sentido, o Aeroporto Regional de Patos, que possui um voo regular diário para Recife, chega a triplicar a oferta de voos no período próximo à festa, buscando acomodar a demanda, já no transporte rodoviário, a busca por passagens de ônibus para Patos no mesmo período coloca a cidade como um dos cinco destinos mais procurados no país, fluxo que reflete na rede hoteleira local, a qual frequentemente fica com lotação máxima para o período do evento, e que além de aquecer a economia serve também como vitrine para exposição de marcas e produtos, assim como a realização de ações variadas de promoção da saúde e outras políticas públicas. Para o apoio ao pessoal que trabalha na festa, um local denominado "Espaço Menina Francisca", em alusão à Francisca da Cruz da Menina, funciona acolhendo crianças cujos pais trabalham durante a noite no período das festas de São João em Patos, esse local iniciou-se como um projeto em 2024 e consolidou-se em 2025 por meio de lei municipal.
Apesar de contar com espaço próprio, o evento costuma interferir em áreas próximas, modificando o transito e bloqueando algumas ruas nos arredores do Terreiro do Forró, em uma operação diária iniciada às 19h locais e encerrada às 05h do dia seguinte, já o acesso ao local da festa é controlado, contando também com segurança privada e o auxílio de câmeras com sistema de reconhecimento facial e drones em todo o perímetro da festa, sendo que todos são revistados ao entrar no local, além de ser proibido o ingresso de pessoas pessoas que estejam portando garrafas de vidro e/ou materiais cortantes no local do evento, cuja lista de bebidas possíveis de serem vendidas é apresentada a cada ano pela empresa distribuidora que patrocinar cada edição. Além do local da festa, a segurança também é reforçada por toda a cidade e nos acessos a ela, contando com uma força-tarefa integrada das Forças de Segurança (Corpo de Bombeiros, Guarda Municipal, Operação Lei Seca do Detran, Polícia Civil, Polícia Militar, Polícia Rodoviária Federal e Superintendência Municipal de Trânsito), contando também com o auxílio de um helicóptero para apoio às ações de segurança, além de seu espaço aéreo que torna-se Zona Restrita de Voo (FRZ) durante todo o período da festa, o qual restringe o voo de aeronaves de todo tipo, inclusive as remotamente pilotadas, limitando a permissão às que possuírem cadastro prévio.

## Eventos relacionados

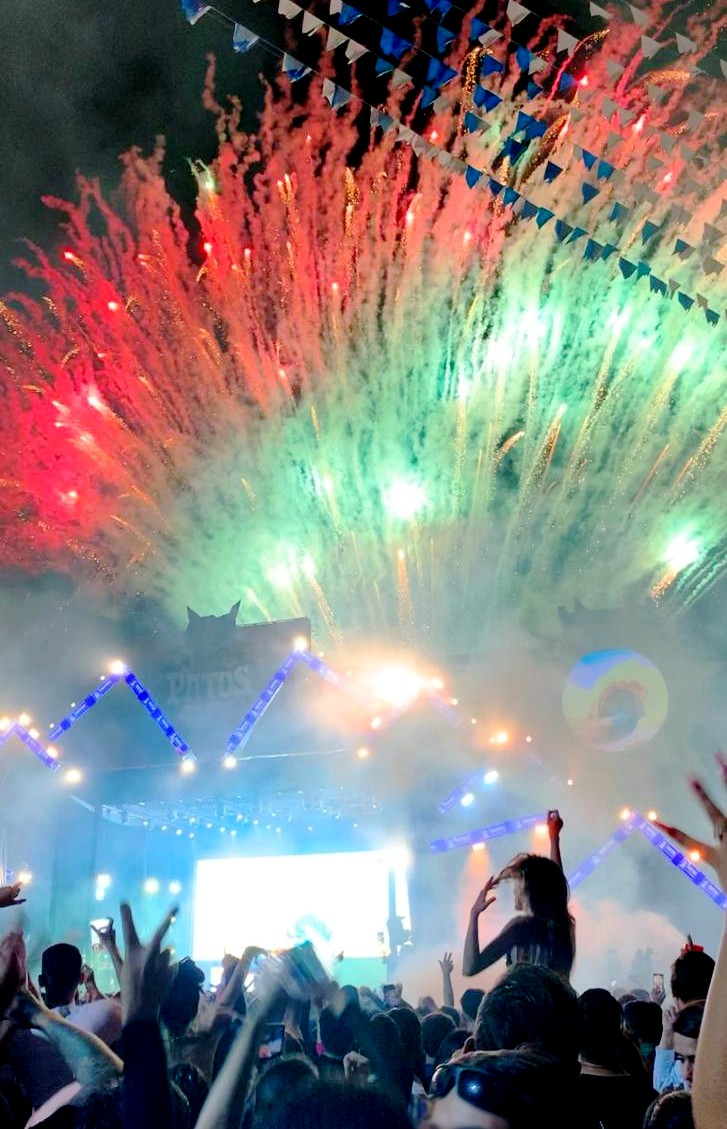
Show pirotécnico durante apresentação no São João

Apesar de a festa ser mais conhecida pelos eventos do Terreiro do Forró, outras celebrações culturais fazem parte da programação junina do município e costumam ocorrer em datas distintas, iniciando-se no mês de maio, com a tradicional "Arrasta Drilha", um evento oficial que ocorre pelas ruas da sede do município, contando com a participação de cantores locais e das quadrilhas juninas do município, onde ao som de bandas de forró elas desfilam pelas ruas da cidade, convocando a população para os festejos juninos que se aproximam e encerrando as comemorações municipais no mês de agosto, com a apresentação final de uma quadrilha da Associação das Quadrilhas Juninas de Patos (AQJP). Também é marca registrada dos festejos juninos da cidade o "Desfile de Carroças", evento promovido pela Prefeitura, por meio da Secretaria de Educação e costuma reunir centenas de pessoas, com a participação de escolas, creches e outras instituições, que desfilam pelas principais ruas do município.
Dois concursos culturais costumam acontecer na cidade de Patos durante todo o mês de junho, que são o "São João no Meu Comércio" e o "São João na Minha Rua", os quais presenteiam respectivamente, o comércio e a rua que sejam mais bem avaliados em quesitos como animação, decoração, criatividade e sustentabilidade, baseados no tema da festa a cada ano. Na noite de São João, além da queima de fogos observada no Terreiro do Forró, a programação do cultural da cidade inclui também a queima de fogos em outras ruas de Patos, a exemplo das que ocorrem nas ruas Dezoito do Forte, Felipe Camarão e Espinharas, além desses eventos, também é parte obrigatória dos festejos de rua da cidade, uma noite com programação católica, na qual busca-se manter as raízes religiosas da celebração,
além de ser tradicional a realização de missas em comemoração à natividade de São João em paróquias da cidade e da zona rural, seguido de confraternização, com a presença de bingos, comidas típicas, quadrilhas e forró pé de serra.
Outro evento relacionado às comemorações juninas municipais é a Feira de Calçados de Patos que tem como objetivo garantir geração de emprego e renda, além de promover a comercialização e a divulgação dos produtos, sob realização da Prefeitura Municipal, o evento ocorre todo ano e é celebrado em parceria da Central de Comercialização de Calçados de Patos (CENIC) com o SEBRAE e a Secretaria de Desenvolvimento Econômico, que, por sua vez, junta-se às Secretarias de Cultura, Turismo e Esporte e Secretaria Executiva de Articulação Social para organizar no distrito Santa Gertrudes a "Festa da Galinha de Capoeira", um evento que ocorre alguns dias após o encerramento dos festejos no Terreiro do Forró. Paralelamente à realização de outros eventos culturais, o programa "Festa na Roça" da TV Tambaú, é transmitido diretamente da Concha Acústica Nilson Batista, localizada na Praça Edvaldo Motta, no Centro, faz parte das prévias do São João de Patos, acontece todos os sábados de junho e tem parceria da Prefeitura do município.

## Cobertura
Além do programa "Festa na Roça", que costuma ser ambientado em Patos e possui transmissão pela TV Tambaú, outros dois programas do mesmo canal transmitem shows ao vivo, além de reportagens e entrevistas do São João da capital do sertão, sendo eles o "Rota do Forró" e o "Eita". Nos últimos anos, diversos outros meios de comunicação como redes de rádio e televisão transmitiram em algum momento parte ou os shows completos do São João de Patos, a exemplo dos sítios e portais locais da internet, que cobrem as comemorações por meio de suas plataformas ou canais em redes sociais, como o Youtube, e do canal fechado TV Assembleia, que realiza há mais de dez anos cobertura especial das festividades juninas no município e em 2024 fechou parceria com a TV Câmara para transmissão nacional do evento dentro do programa "Participação Popular".
O canal fechado TV Sol, também realiza a cobertura do evento, desde o anúncio da programação oficial, que costuma ocorrer no final de março ou início de abril, até os shows completos em junho, já as afiliadas da TV Globo no estado (TV Paraíba e TV Cabo Branco) possuem todo ano uma programação especial para a cobertura das festas juninas na região e no estado, nesse contexto, reportagens e entradas ao vivo durante os festejos juninos de Patos são comuns ao longo de toda a programação das referidas emissoras, bem como a transmissão de imagens dos shows. Os meios de comunicação supracitados também ajudam na promoção do evento, que conta ainda com painéis publicitários espalhados pela cidade e, em alguns casos, revistas de bordo também já expuseram a festa, como foi o caso da edição de 2023 que teve uma página inteira da revista da Azul Linhas Aéreas dedicada ao evento, ajudando a projetá-lo.

## Impacto
O impacto cultural das celebrações juninas na cidade de Patos é significante e remonta-se à continuação da mistura das tradições indígenas com as europeias de culto aos santos populares (Santo Antônio, São João e São Pedro) que são celebrados de maneira intensa no Nordeste brasileiro e principalmente no Sertão. A festa do São João de Patos saiu dos espaços internos das igrejas nas primeiras décadas do século XX, para alcançar os clubes e depois tomar as ruas e praças da cidade, assemelhando-se a um típico festival de música, mas não deixando de lado suas raízes sacras, nem a celebração da colheita do milho, com danças e comidas típicas inicialmente feitas por indígenas a partir do próprio cereal, reinventando-se e fortalecendo-se como parte integral da cultura patoense e regional, alcançando em 2023 o reconhecimento como patrimônio cultural imaterial do estado da Paraíba.

"O São João de Patos é crucial para a economia. Empresários relataram o impacto positivo na geração de empregos e na movimentação do comércio."

Nabor Wanderley, prefeito de Patos, em entrevista.
Por outro lado há também um considerável impacto econômico para o município, sendo que os eventos juninos do município movimentaram em 2024 a quantia de R$ 80 000 000 em sua economia, colocando-a como a época do ano de maior aquecimento econômico. As mais de 450 mil pessoas que circulam no espaço das festas durante a época junina em Patos acabam consumindo produtos e serviços da cidade e contribuindo para a geração de até 5 mil empregos diretos e indiretos, situando a cidade primeiro lugar na geração de empregos na época junina em todo o estado da Paraíba, à frente até mesmo de Campina Grande, que possui um mais conhecido e renomado festejo junino.

## Atrações
O São João de Patos costuma ser palco para apresentações de cantores e bandas de renome regional e nacional, apostando na diversificação de ritmos, essa diversificação somada à valorização de artistas sertanejos em detrimento de artistas locais e de forró faz com que o evento seja questionado por parte da sociedade, sob o argumento de que desvaloriza as raízes culturais das comemorações, aliado à falta de representatividade feminina entre as atrações principais, chegando até a ter sido pedido suspensão da festa em 2024. Por outro lado, a Prefeitura do município se manifesta afirmando que há espaço para todo tipo de ritmo musical no São João de Patos, uma vez que cantores locais apresentam-se em toda a programação junina e que outros eventos culturais acontecem na comemoração desde o início no mês de maio até o mês de agosto.

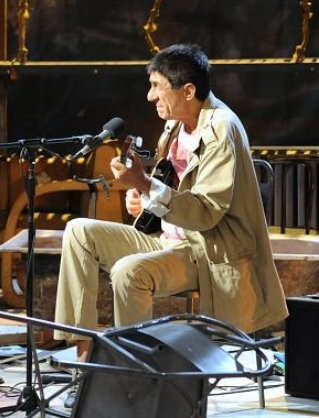
O cantor Fagner já se apresentou na festa

Após 2022, com a retomada dos festejos pós-pandemia e já implementada a parceria público-privada, a organização do evento passou a investir em infraestrutura reforçada e grandes atrações musicais. Nomes regionais como Bell Marques, Calcinha Preta, Dorgival Dantas, Fagner, Felipe Amorim, Flávio José, Iguinho & Lulinha, Jorge de Altinho, Limão com Mel, Magníficos, Mari Fernandez, Mastruz com Leite, Michele Andrade, Santanna, Simone Mendes, Xand Avião, Zé Cantor e Zé Vaqueiro já se apresentaram na festa, que também contou com outras atrações, tais como Alok, Daniel, Dennis DJ, Gusttavo Lima, Michel Teló, Leonardo, Luan Santana e Victor & Leo.
Em 2025, artistas locais como Cicinho Lima, Isabela Fernandes, Markito, Hudson, Rafael Dono, Gustavinho, Sanara, Hanny Mendonça, Henio Barão e Mariah Sanfoneira estiveram presentes na festa, sendo que alguns deles se apresentaram no palco principal do Terreiro do Forró, que contou ainda com os seguintes artistas:
- 19 de junho — Nattan, Jorge & Mateus, Luan Estilizado;
- 20 de junho — Henry Freitas, Wesley Safadão, Ramon & Randinho;
- 21 de junho — Henrique & Juliano, Jonas Esticado, Raynel Guedes;
- 22 de junho — Natanzinho Lima, Zezo Potiguar, Pablo; e
- 23 de junho — Bruno & Marrone, Raí Saia Rodada, Bizay.